# Helsingør-medaljen
Helsingør-medaljen er en udmærkelse som gives en særlig anerkendelse til personer, der for byen har øvet en fremragende gerning eller som ved deres arbejde eller indsats har medvirket til at give Helsingør By anseelse eller fremgang. 
Medaljen indstiftedes 18. maj 1953 af Helsingørs byråd efter forslag fra borgmesteren Sigurd Schytz.
| Pris | Spire Denne artikel om priser eller udmærkelser er en spire som bør udbygges. Du er velkommen til at hjælpe Wikipedia ved at udvide den. |